# Metal Rendez-vous
Metal Rendez-vous é o quarto álbum da banda de hard rock e heavy metal suíça Krokus, e o primeiro a apresentar o cantor Marc Storace como vocalista (posto do qual ocupa até hoje). Foi lançado em 1980 e fez tremendo sucesso virando um álbum de tripla platina na Suíça por vender mais de três milhões de cópias só no país. A faixa Heatstrokes alcançou a primeira posição na Parada Britânica de Heavy Metal e, provavelmente, abriu o mercado para a Krokus na Grã-Bretanha e Estados Unidos, junto com Bedside Radio e Tokyo Nights. Estranhamente, a canção Tokyo Nights apresenta uma batida de reggae no meio da música.

## Faixas
1. "Heatstrokes" (Krokus) - 4:04
2. "Bedside Radio" (Krokus) - 3:22
3. "Come On" (Krokus) - 4:29
4. "Streamer" (Krokus) - 6:44
5. "Shy Kid" (Krokus) - 2:33
6. "Tokyo Nights" (Krokus; Fernando Von Arb) - 5:54
7. "Lady Double Dealer" (Krokus) - 3:13
8. "Fire" (Krokus) - 6:07
9. "No Way" (Krokus; Fernando Von Arb) - 4:02
10. "Back-Seat Rock & Roll" (Krokus) - 3:15

## Créditos
- Marc Storace - Vocais
- Fernando Von Arb - Guitarra, Backing Vocals
- Chris Von Rohr - Baixo, Backing Vocals
- Freddy Steady - bateria, Backing Vocals
- Tommy Kiefer - Guitarra ritmica, Backing Vocals
- Juerg Naegeli - Teclados, Backing Vocals

==Curiosidade==
*Os Carros mostrados na capa do disco o 1º o preto assemelha-sse a um ford-tudor ou um dodge coronet modelo dos anos 50-60 já o carro vermelho assemelha-sse a um buick century de 1974.